# 엑소퍼트
엑소퍼트(Exopert Co.)은 대한민국의 AI 암 진단 기업이다. 본사는 서울특별시 동대문구 왕산로 15이며 대표이사는 최연호이다.